# Зенченко, Владимир Петрович
Владимир Петрович Зенченко (30 октября 1931 – 18 сентября 2018) — советский и российский геолог-поисковик, первооткрыватель нескольких урановых месторождений, лауреат Ленинской премии  1970 года. Придумал название городу Краснокаменску, который вырос рядом с самым крупным в СССР урановым месторождением (Читинская область).

## Биография
В 1953 году окончил Иркутский горно-металлургический институт, работал в организациях «Дальстроя» на Колыме в должностях геолога, начальника участка на добыче россыпного золота. 
В Сосновскую экспедицию был принят в 1955 г. геологом аэропартии № 325. В 1957 г., работая начальником отряда в партии № 326 в Восточных Саянах, открыл рудопроявление железа, которое в 1959 г. переведено в крупное месторождение. В том же году стал первооткрывателем урановорудного Торгойского узла.
С 1962 года начальник поисково-разведочной партии в районе Стрельцовского прогиба Читинской области по поиску урана, в том месте, где сейчас город Краснокаменск. Когда там нашли урановую руду, была создана поисково-разведочная партия номер 32 под его руководством (1965 год). 
"Когда открыли первое урановое месторождение в Читинской области, вокруг была лишь безбрежная степь, — вспоминает Владимир Петрович. — Мне на глаза попался камень с лимонитовыми натеками, который в лучах заходящего солнца становился красным. Как-то сразу пришло в голову, а не назвать ли поселок, который должен был вскоре появиться, Краснокаменском. Я взял колышек и карандашом на нем начертил «п. Краснокаменск». Так за поселком закрепилось это название".
Когда через несколько лет решался вопрос, как назвать город, который вырос на месте поселка Краснокаменска, на заседании горсовета были разные предложения. Но Владимир Петрович, который тогда был депутатом, встал и сказал, что нечего тут думать, пусть будет Краснокаменском. Так и решили. 
В 1972 г. партия № 32 перебазировалась в новый район Забайкалья с присвоением номера 140. Там, в Чикойском районе, были открыты и разведаны месторождения урана Березовое и Горное. 
В 1979-1987 гг. главный инженер объединения. Этот период ознаменован продолжением интенсивных разведочных работ в Приаргунье, разведкой Дорнотских месторождений в Монголии, поисками и разведкой гидрогенного урана за Витимом, выполнением государственных заданий по оказанию технической помощи в разведке нефти на Ванаваре, золота на Колыме, алмазов в Архангельской области. 
В 1989 г. назначен руководителем группы по изданию монографии «История создания сырьевой базы урана в СССР», в которой отражены основные вехи колоссальной работы геологов-уранщиков по созданию ядерного щита и энергетического потенциала Родины.
С 1992 г. на пенсии.
Автор книг «Путь к урану» (1992), «Мифы и факты об уране» (2000), «Уран и человечество» (2002), «О путях самоисцеления» (2006), «Заросшие тропы к урану».
Умер 18 сентября 2018 года после тяжелой болезни.
Лауреат Ленинской премии 1970 года. Награждён медалями «За трудовую доблесть», «За заслуги в разведке недр», знаками «Отличник разведки недр», «Шахтерская слава».